# Total Death (Album)
Total Death ist das sechste Album der norwegischen Band Darkthrone.

## Entstehung
Total Death wurde im August und Oktober 1995 in den Ancient Spectre Ruins aufgenommen und 1996 von Moonfog Productions veröffentlicht. Anders als bei den vorigen Alben, stammen die Texte von Nocturno Culto und Mitgliedern anderer Bands, während sie normalerweise vom Schlagzeuger Fenriz stammen und auf Transilvanian Hunger oder Panzerfaust daneben auch Texte von Varg Vikernes zu finden waren. Nocturno Culto schrieb die Musik zu seinen eigenen Texten und Fenriz die Musik zu den Texten von Garm (Ulver, Arcturus, Borknagar), Ihsahn (Emperor), Carl-Michael Eide (Ved Buens Ende, Aura Noir) und Satyr (Satyricon).

## Gestaltung
Während die vorigen Alben der Black-Metal-Phase in Schwarz-weiß gehalten waren, stellt das CD-Cover diesmal ein in Blautönen gehaltenes Weltraumbild dar, das Schallplattencover hingegen eine Schwarz-weiß-Aufnahme eines verschneiten Gebirges. Die 2005 veröffentlichte inoffizielle Picture Disc von Hell Slaughter Records wiederum übernimmt das Cover der CD. Für die Neuauflagen durch Peaceville Records in den Jahren 2011 (Double-CD mit zusätzlicher Kommentar-Disc) und 2019 (ohne Zusatzdisc) wurde allerdings auf das in Grautönen gehaltene Cover der ursprünglichen LP zurückgegriffene und damit eine Einheitlichkeit zwischen den Medien hergestellt.

## Titelliste
1. Earth’s Last Picture – 5:12 (Musik: Fenriz/Text: Garm)
2. Blackwinged – 4:31 (Musik und Text: Nocturno Culto)
3. Gather for Attack on the Pearly Gates – 4:53 (Musik und Text: Nocturno Culto)
4. Black Victory of Death – 4:00 (Musik: Fenriz/Text: Ihsahn)
5. Majestic Desolate Eye – 3:07 (Musik und Text: Nocturno Culto)
6. Blasphemer – 4:01 (Musik: Fenriz/Text: Carl-Michael Eide)
7. Ravnajuv – 4:20 (Musik und Text: Nocturno Culto)
8. The Serpents Harvest – 5:43 (Musik: Fenriz/Text: Satyr)

## Musikstil und Texte
Auf Total Death entfernt Darkthrone sich vom schnellen Stil von Transilvanian Hunger und dem stark celtic-frost-lastigen Klang von Panzerfaust und spielt Black Metal mit einigen Einflüssen des europäischen Thrash Metal. Ihr Stil erinnert dabei teilweise an Bands wie Celtic Frost und Sodom und entspricht teilweise dem typischen nordischen Black Metal. Das Album ist besser produziert als seine Vorgänger. In der offiziellen Biographie wird der Musikstil mit dem der ersten beiden Black-Metal-Alben der Band verglichen und auf der Seite des Labels als „hässlich, aber atmosphärisch, wie nur Darkthrone sein kann“ beschrieben.
Die Texte handeln vom Themen wie dem Ende der Welt und dem Krieg gegen die Christen und ihre Heiligtümer.

## Rezeption
Total Death wurde von zahlreichen Fans negativ aufgenommen und gilt als der Punkt, ab dem die Band nicht mehr als innovativ anzusehen war, und der Vorgänger Panzerfaust als ihr letzter Klassiker. Für John Chedsey von Satan Stole My Teddybear ist das Album ein „gesichtsloses Eilen durch die Gänge des Black Metal“ und die damalige Phase der Band ihre uninteressanteste.
skeggjadr von sputnikmusic hingegen ist der Ansicht, Total Death sei das unterbewertetste Album der Band, in seinen Augen eines ihrer besten und den Vorgängern überlegen. Auch Ralf von The Metal Observer bewertet das Album positiv und bezeichnet es als das beste und vielseitigste Darkthrone-Album seit A Blaze in the Northern Sky. Der Klang sei der beste in ihrer Geschichte und das Album einer der größten Klassiker der Band, der für alle verpflichtend sei, die wissen wollen, wie Black Metal ohne Schnörkel klingt.